# 卒業論文
卒業論文（そつぎょうろんぶん、英: graduation thesis）とは、大学, 短期大学および高等専門学校に所属する、主に最終学年の学生が、その最終学年の1年間を通して行う卒業研究の成果として学校に提出する論文のことである（期間や方法が異なる場合もある）。
一部の高等学校や中学校にも、卒業論文の提出を課しているところがある。略称は、卒論（そつろん）。

## 概要

### 形式・書式
その形式や書式等は、各大学・学部・学科（場合によっては所属している研究室）や、専攻する分野によって異なるが、概ねIMRAD型といわれるスタイルをとるものと考えてよい。

### 学部による卒業論文
文系学部などでは、ゼミナール論文を卒業論文と同様に扱うこともある。医学部では卒業論文ではなく「卒業試験」が行われる。理学部や工学部、農学部などでは、研究成果をOHPやコンピュータを使って発表する口頭試問（学会におけるプレゼンテーションを模したもの）の形をとることもある。芸術学部・美術学部・音楽学部・建築学科などの場合は、卒業制作、卒業展示（卒展）、卒業演奏会（卒演）など卒業研究の成果発表として行われる。語学系の大学・学部などでは卒業翻訳がある場合もある。法学部では卒業論文を課さない大学も多い。
理系学部の多くが、4年次に「卒業研究」という科目を履修して、卒業論文としてまとめて提出することが必修とされているのに対し、文系学部では卒業論文の提出が卒業要件ではない場合も多い（各大学の方針によって異なり、文系でも卒論必修の場合があるし、理系でも選択科目の場合もある）。提出された論文は叢書にまとめられ、公開されることもある。
卒論では、一部例外を除いて、基本的に、研究するテーマを学生が自分で考えて決める（例えば「広告」を対象にする卒業論文についてのまとめがある）ほか、卒論の提出時には、「最低でもこれだけの文章量は書くこと」というノルマが、規定として大学から指示される。構想の制定、資料やアンケートの収集、分析作業などに忙殺され、最終学年の学生は1年をかけて卒論を完成させることが一般的である。
卒業論文の作成にあたっては他人の著作権に触れることのないよう細心の注意が求められる。孫引きや無断転用などは剽窃にあたる可能性があり、大学当局から不正と認定されてしまう危険性があるので注意が必要である。
また過去の誰かの、そして多くの先行研究と、自身の研究内容が重複して無価値な卒業論文を書かないようにするためや、過去にいかなる研究が行われ、いかなる論証・プロセスを経て現在の学説や理論が構築されてきたかを理解するため、先行研究（論文）を次々に読み、時系列的に整理していく「研究史の整理」が必要となる。これは過去の研究成果を踏まえて新規性のある研究テーマを見出だし、また自身の研究を、今ある研究体系の中に位置付けしていく上で極めて重大な意味をもつ。
なお、卒業論文の提出時期はさまざまであり、毎年12月から3月に定められていることが多い。

### 近年の卒業論文
卒業論文はかつて原稿用紙に手書きで書かれていた。その後、ワープロやパソコンを利用するようになり、現在はパソコン（さらに近年ではスマートフォンやタブレットを使うこともある）で書かれるものが多い。このため近年、大学ではコピペ等の不正行為がないかなどのチェックなどを厳しく行っている。

### 卒業論文代行問題
前述のようにワープロやパソコンを利用して卒論を作成することが多くなったため、卒業論文を専門の業者に代行させることが容易になり、教育現場の課題となっている。詳しくは、卒業論文代行問題を参照のこと。